# LF Zuiderzeeroute
De LF Zuiderzeeroute is een LF-route in het noorden van Nederland die een ronde om de voormalige Zuiderzee beschrijft. De route bestond oorspronkelijk uit de LF21, LF22 en LF23 en is 440 kilometer lang. Er was ook een Zuiderzeeroute voor wandelaars. De Zuiderzeeroute werd intussen omgevormd tot icoonroute LF Zuiderzeeroute met eenduidige bewegwijzering. De route is in 2 richtingen bewegwijzerd met rechthoekige bordjes. De bordjes hangen onder de borden van het fietsroutenetwerk.

## Traject
De fietsroute loopt door de provincies Noord-Holland, Friesland, Overijssel, Flevoland, Gelderland en Utrecht. De route loopt door steden als Amsterdam, Hoorn, Enkhuizen, Kampen en Harderwijk. Veel plaatsen die de route aandoet waren vroeger havens aan de Zuiderzee. 
De route voert over de Afsluitdijk, langs het Waterloopbos en het voormalige eiland Schokland. In Kampen kruist ze de IJssel waar kan worden aangesloten op de LF3 Hanzeroute. Daarna volgt de route de Veluwerandmeren en het Markermeer.
De oorspronkelijke ANWB Zuiderzeeroute was volledig zelfstandig bewegwijzerd, en bleef thematisch dichter bij het voormalige Zuiderzeegebied dan de aaneengeknoopte LF-routes. Op een enkel punt zijn de LF-routes echter toch een verrijking ten opzichte van de oude route.
Het eerste deel loopt grotendeels dicht langs het Markermeer & IJmeer. Na Enkhuizen loopt de route veelal dicht langs het IJsselmeer via de Afsluitdijk naar Lemmer. Onderweg beklimt de route het Rode Klif. Door de Noordoostpolder voert de route dan naar het Ketelmeer en de Veluwerandmeren. 
In Elburg kruist de route de LF9 NAP-route. Tussen Zeewolde en Spakenburg loopt de route eveneens parallel met de LF9.

## Aansluitingen met Europese routes
- Tussen Den Oever en Kornwerderzand loopt de route over de Afsluitdijk samen met de LF Kustroute, deze is onderdeel van de EuroVelo EV12 Noordzeefietsroute).

## Aansluitingen met andere LF- of icoonroutes
- Tussen Den Oever en Kornwerderzand loopt de route parallel met de LF Kustroute.
- In Kampen sluit de route aan op de LF3 Hanzeroute.
- In Elburg kruist de route de LF9 NAP-route.
- Tussen Zeewolde en Spakenburg loopt de route parallel met de LF9 NAP-route.
- In Edam sluit de route aan op de LF Waterlinieroute.
- Tussen Naarden en Muiden loopt de route parallel met de LF Waterlinieroute.

## Aansluitingen met regionale routes
- Op elk willekeurig punt kan gebruik worden gemaakt van het fietsroutenetwerk ter plaatse.
- Tussen Workum en Oudemirdum loopt de Elfstedenfietsroute parallel aan de LF Zuiderzeeroute.